# Toys in the Attic (låt)
Toys in the Attic är en låt av Aerosmith skriven av Steven Tyler och Joe Perry. Låten släpptes som fjärde och sista singel från albumet Toys in the Attic (utgivet 1975). Låten är även spelbar i Guitar Hero: Aerosmith och är en av de låtar som är med i "The Rock and Roll Hall of Fame's 500 Songs that Shaped Rock and Roll".